# Martin Lister
Pour les articles homonymes, voir Lister (homonymie).
Martin Lister, né vers 1638 à Radclive près de Buckingham et mort le 2 février 1712 à Epsom, est un médecin et un naturaliste britannique.

## Biographie
Il est le neveu de Sir Matthew Lister, médecin d'Anne de Danemark, femme de Jacques Ier, et de Charles Ier.
Il fait ses études au St John's College de Cambridge et obtient en 1658 ou 1659 son titre de médecin. Il pratique la médecine à York jusqu'en 1683, date à laquelle il quitte Londres.
Il fait paraître de nombreux articles d'histoire naturelle, de médecine ou d'histoire dans les Philosophical Transactions. Parmi ses œuvres principales, il convient de citer Historiae animalium (1678) et Conchyliorum Bivalvium (1696).
Dans Historiae animalium Angliae tres tractatus (1678), il s'intéresse à de nombreux invertébrés britanniques, les mollusques bien sûr mais aussi les araignées.
En 1669, il fait paraître, dans un tirage très limité, De Cochleis, qui présente de nombreuses espèces de coquillages exotiques. Considérant le très grand nombre de coquillages dont il dispose, il commence alors un vaste travail d'illustration de toutes les espèces fossiles ou actuelles qu'il peut trouver. La première édition d’Historiae Conchyliorum (1685–1692) voit le jour : des milliers d'espèces sont représentées sans aucun texte en dehors des courtes légendes. Toutes les espèces sont aisément reconnaissables et aucune n'est inversée. La qualité scientifique de l'ensemble est encore améliorée par l'indication des localités de provenance. Certes l'absence d'index rend son utilisation difficile mais les espèces ne sont pas rangées au hasard, car elles sont classées en grands groupes selon leur aspect :
1. Une couleur
2. Rayé de noir
3. Ondulation transversale
4. Avec une bande
5. Taché de noir
6. Taché de blanc
7. Nervures transversales
8. Surface granuleuse
9. Ouverture lisse ou non-dentée
10. Sans spirale

Il joue un grand rôle dans l'étude des coquillages et est probablement le premier à étudier scientifiquement les mollusques. Mais bien qu'il reconnaisse la similarité des formes entre les fossiles et certains mollusques actuels, il considère les fossiles comme des reproductions non organiques des roches.
Lister fait paraître, à Londres, trois travaux sur l'anatomie des mollusques : Exercitatio anatomica… (1694), Exercitatio anatomica altera… (1695) et Conchyliorum bivalvium… exercitatio anatomica tertia… (1699). Il montre que l'anatomie des mollusques suit des règles constantes. L'intention de Lister était d'accompagner son Historiae Conchyliorum de la description anatomique des familles qu'il décrivait. Mais il n'a pas le temps d'accomplir son propos.
Les illustrations sont en parties signées par les deux filles de Lister, Susanna et Anna.

Planches extraites de Historiae Conchyliorum (1691)
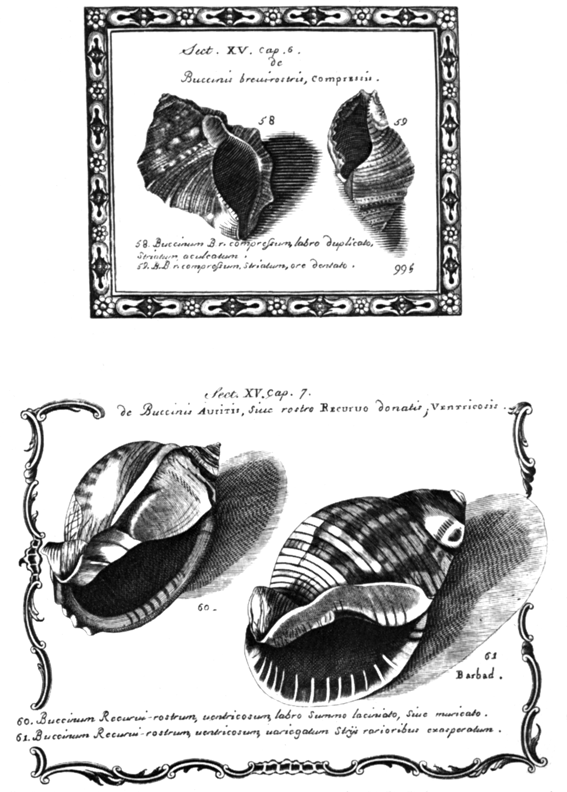
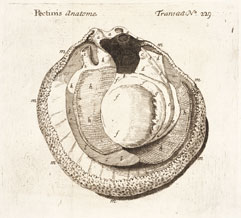
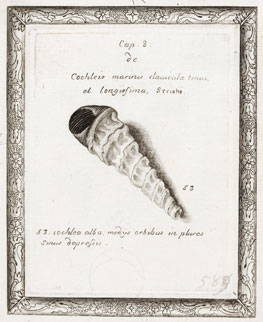

Martin Lister donne en 1682 une traduction anglaise de Metamorphosis et historia naturalis insectorum de Jan Goedart et publia en 1685 une version améliorée en latin selon un ordre méthodique et une classification qui lui sont propres.
Ses centres d'intérêt ne se limitent pas à l'histoire naturelle. Il est le premier auteur connu à lancer l'idée de cartes géologiques. 
Cherchant à comprendre la formation de la Terre, il présente en 1683 à la Royal Society un mémoire (publié en 1684) intitulé An ingenious proposal for a new sort of maps of countreys (« Une proposition ingénieuse pour une nouvelle sorte de cartes des pays »), carte géographique qui tiendrait compte de la nature du sol, notamment pour révéler la présence de sables ou d'argiles : « a soil or mineral map, as I may I call it, were devised […] The soil might either be coloured by a variety of lines or etchings, but great care must be taken very exactly to note on the map, where such and such soils are bounded ».
En 1705, il édite à Londres une version annotée du traité d'Apicius.
En 1698, il fait un séjour à Paris et fait publier l'année suivante à Londres un ouvrage où il relate ce voyage : A Journey to Paris In the Year 1698, Londres, Jacob Tonſon, 1699 et qui a fait l'objet d'une traduction française.